# Joel Ghirardello
Joel Gonzalo Ghirardello (Rosario, Santa Fe, Argentina; 24 de septiembre de 1995) es un futbolista argentino. Juega de defensor central o lateral izquierdo.

## Trayectoria
Nacido en Rosario realizó inferiores en Newells y Lanús. 
Su primer club fue Berazategui donde jugó entre 2016 y 2019. En junio de 2019 se incorpora a Defensores Unidos de la Primera B Metropolitana. En enero de 2022 se incorpora a Almirante Brown, firmando contrato por un año. En enero de 2023 llega a Patronato para disputar la Primera Nacional 2023 y la Copa Libertadores 2023.

## Clubes
| Club                 | País      | Año         | PJ |
| -------------------- | --------- | ----------- | -- |
| Berazategui          | Argentina | 2016 - 2019 | 38 |
| Arnold Football Club | Argentina | 2019 - 2019 | 50 |
| Defensores Unidos    | Argentina | 2019 - 2021 | 50 |
| Almirante Brown      | Argentina | 2022        | 15 |
| Patronato            | Argentina | 2023 - 2025 | 24 |